# Neuwied

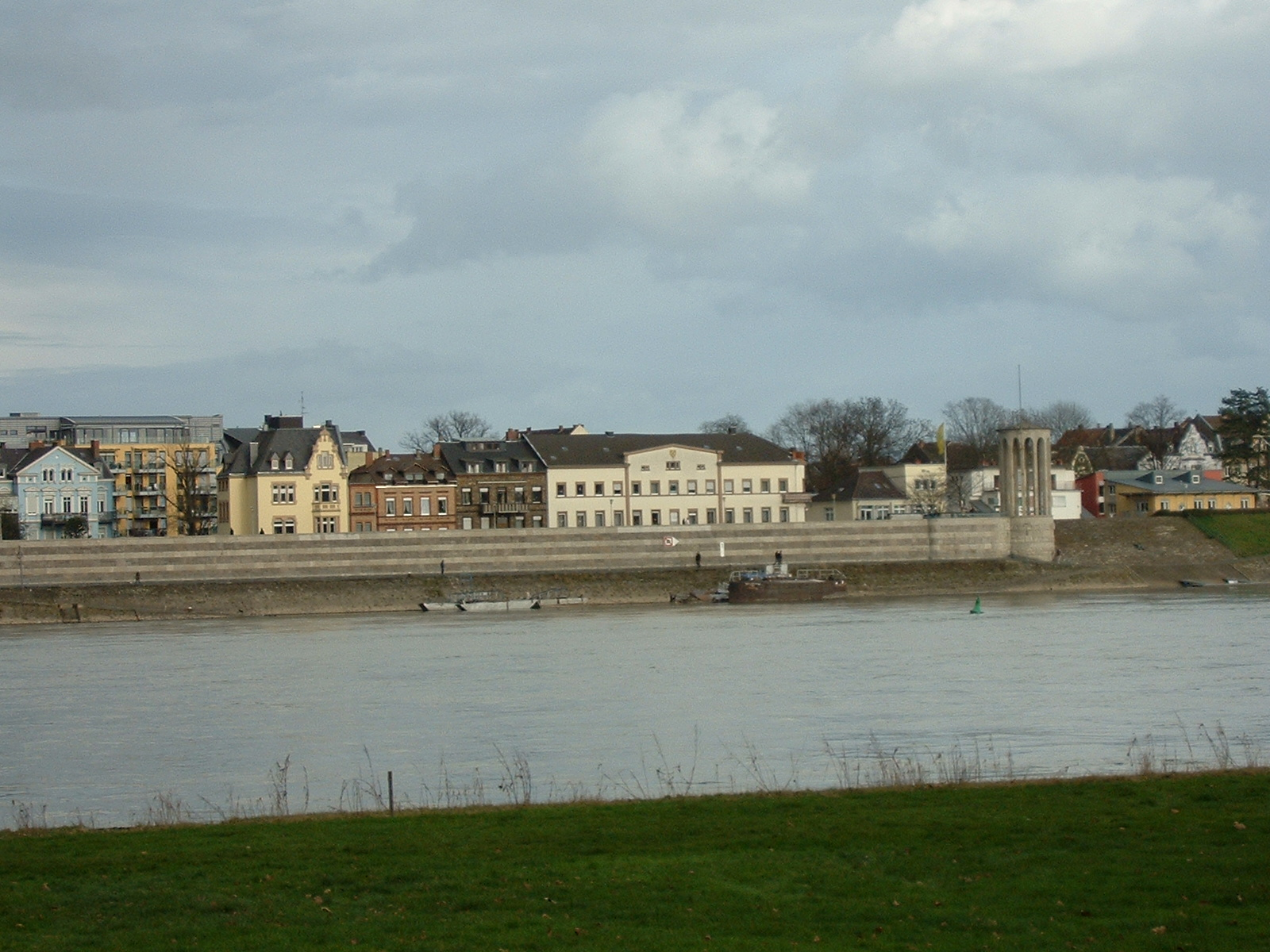
Neuwied

Neuwied és una ciutat d'Alemanya a l'estat federal de Renània-Palatinat. Té 64.591 habitants. És la capital del districte rural (Landkreis) homònim.

## Història
Prop de l'actual ciutat hi havia un castrum de l'imperi romà que va romandre actiu fins a l'any 260.
La ciutat moderna va ser construïda pel comte Frederic de Wied el 1653, quan es va prendre Langendorf. L'abril de 1797 el general francès Hoche, va prendre Neuwied, en el primer èxit de la França revolucionària. A Neuwied nasqué Guillem de Wied que l'any 1914 va ser per poc temps rei d'Albània.